# Hymenasterides mironovi
Hymenasterides mironovi is een zeester uit de familie Pterasteridae.
De wetenschappelijke naam van de soort werd in 2008 gepubliceerd door Dilman.